# 李歐梵
李歐梵（英語：Leo Ou-fan Lee，1939年4月9日—）是一位中國文學教授、作家、文化評論員，主要研究領域包括現代文學及文化研究、現代小說和中國電影。李歐梵教授的散文及評論常見於《亞洲周刊》、《信報》、《明報月刊》及《瞄》。

## 生平
1939年生於河南省太康縣，李歐梵的名字出自希臘神話的俄耳甫斯。父親李永剛和母親周瑗是國立中央大學音樂系的同學。他出生時正在信陽師範學校教書。1945年3月，舉家隨全校師生逃亡陝西，因生病在豫陝邊境避居。抗戰結束後，1946年被母親帶往鎮江投靠外祖父，暑假到南京和家人團聚。1947年，父親受聘到福建音樂專科學校做教授，從上海移居福州。1949年，移居台灣，父親靠同學關係在新竹師範找到教職，搬去新竹定居。
1951年，考入國立新竹中學。1957年，畢業，保送國立臺灣大學外文系，和白先勇、王文興 (作家)同學。1961年，畢業。隔年8月，到芝加哥大學唸書，之後轉去哈佛。1970年获得哈佛大學碩士及博士學位。1970年至1972年担任香港中文大學助理教授。1972年至1976年担任普林斯頓大學助理教授。1976年至1982年担任印第安那大學副教授。1982年至1990年担任芝加哥大學教授。1990年至1994年担任加州大學洛杉磯分校教授。1994年至2004年担任哈佛大學任中國文學教授。2004年8月再加入香港中文大學文化及宗教研究系，獲聘任為人文學科教授。2015年起獲聘任為國立臺灣師範大學華語文教學系講座教授。
曾與名作家聶華苓的女兒舞蹈家王曉藍（Lan-Lan Wang）結婚，但以離婚收場。2000年9月與鄧文正的前妻李玉瑩結婚，白先勇曾著文《李歐梵與李玉瑩的傾城之戀》描述他們離奇的相識及結合經歷。李歐梵與妻子把兩人的戀愛經過合撰成一書，書名為《過平常日子》。李歐梵在書中把妻子稱為「瑩娘」。

## 編著
- 《西潮的彼岸》，1981年（第八版），臺北：時報文化
- 《狐狸洞話語》，1993年，香港：牛津大學出版社 ISBN 0195865901
- 《鐵屋中的吶喊：魯迅研究》，1995年，臺北：風雲時代出版股份有限公司 ISBN 9576456002；香港：三聯書店（香港） ISBN 9620408810
- 《現代性的追求：李歐梵文化評論精選集》，1996年，臺北：麥田出版 ISBN 9577083692
- 《徘徊在現代和後現代之間》（李歐梵口述，陳建華訪錄），1996年，臺北：正中書局 ISBN 9570910380；2000年，上海：上海三聯書店 ISBN 7542613197
- 《范柳原懺情錄》，1998年，臺北：麥田出版 ISBN 9577086063
- 《東方獵手》，2001年。臺北：麥田出版 ISBN 9574693767
- 《世紀末囈語》，2001年，香港：牛津大學出版社（中國）有限公司 ISBN 0195933656
- 《世故與天真》（舒非編），2002年，香港：三聯書店（香港） ISBN 962042171X
- 《過平常日子》（李歐梵、李玉瑩著），2002年，香港：天地圖書 ISBN 9629937751
- 《尋回香港文化》，2002年，香港：牛津大學出版社 ISBN 0195957121
- 《都市漫遊者：文化觀察》，2002年，香港：牛津大學出版社 ISBN 019595713X
- 《音樂的往事追憶》，2002年，台北市：一方出版 ISBN 9868028493
- 《清水灣畔的臆語》，2004年，牛津大學出版社 ISBN 0195974905
- 《中國現代作家的浪漫一代》（王宏志等譯），2005年，北京市：新星出版社 ISBN 780148858X
- 《我的哈佛歲月》，2005年，香港：牛津大學出版社 ISBN 0195974999
- 《浪漫與偏見：李歐梵自選集》，2005年，香港：天地圖書 ISBN 988211153X
- 《一起看海的日子》（李歐梵、李玉瑩著），2005年，瀋陽：遼寧教育出版社 ISBN 9787538275735
- 《未完成的現代性》（李歐梵講演，季進編） ，2005年，北京：北京大學出版社 ISBN 730108157X
- 《音樂的遐思》（香港管弦樂團演奏），2005年，新加坡：八方文化創作室
- 《我的音樂往事》，2005年，南京：江蘇教育出版社
- 《又一城狂想曲》，2006年，香港：牛津大學出版社 ISBN 9780195483697
- 《上海摩登——一種新都市文化在中國 1930-1945（增訂版）》，2006年，香港：牛津大學出版社 ISBN 0195964918
- 《蒼涼與世故：張愛玲的啟示》，2006年，香港：牛津大學出版社 ISBN 9780195964950
- 《交響：音樂札記》，2006年，香港：牛津大學出版社 ISBN 9780195488906
- 《戀戀浮城》（李歐梵、李玉瑩著），2007年，香港：天窗出版社 ISBN 9789889929381
- 《自己的空間：我的觀影自傳》，2007年，INK 印刻出版有限公司 ISBN 9866873285
- 《睇色，戒——文學．電影．歷史》，2008年，香港：牛津大學出版社 ISBN 9780195498684
- 《音樂札記》，2008年，香港：牛津大學出版社 ISBN 9780195499995
- 《人文文本》，2009年，香港：牛津大學出版社 ISBN 9780198008989
- 《人文今朝》，2010年，香港：牛津大學出版社 ISBN 9780193966864
- 《情迷現代主義》，2013年，香港：牛津大學出版社 ISBN 9780193998933
- 《音樂札記（合集）》（由《音樂札記》及《交響》組成），2015年，香港：牛津大學出版社 ISBN 9780199426331
- 《尋回香港文化（合集）》（由《都市漫遊者》及《尋回香港文化》組成），2015年，香港：牛津大學出版社 ISBN 9780199426683
- 《中國文化傳統的六個面向》，2016年，香港：香港中文大學出版社 ISBN 9789629966935
- 《現代性的想像：從晚清到五四》（季進編），2019年，臺北：聯經出版 ISBN 9789570854213
- 《我的二十世紀——李歐梵回憶錄》，2023年，香港：香港中文大學出版社 ISBN 9789882373006
- The Romantic Generation of Modern Chinese Writers. Cambridge, Mass.: Harvard University Press, 1973. ISBN 0674779304
- The Lyrical and the Epic: Studies of Modern Chinese Literature. Jaroslav Prusek, edited by Leo Ou-fan Lee. Bloomington: Indiana University Press, 1980. ISBN 0253102839
- Voices from the Iron House: A Study of Lu Xun.  Bloomington: Indiana University Press, 1987. ISBN 0253362636
- Land without Ghosts: Chinese Impressions of America from the Mid-nineteenth Century to the Present. Translated and edited by R. David Arkush and Leo O. Lee. Berkeley: University of California Press, 1989. ISBN 0520052566
- Shanghai Modern: The Flowering of a New Urban Culture in China, 1930-1945. Harvard University Press, 1999. ISBN 9780674805518
- An Intellectual History of Modern China, Edited by Merle Goldman and Leo Ou-fan Lee. Cambridge: Cambridge University Press, 2002. ISBN 0521801206
- "Incomplete Modernity: Rethinking the May Fourth Intellectual Project", The Appropriation of Cultural Capital: China's May Fourth Project. Edited by Milena Dolezelova-Velingerova, Oldrich Kral, and Graham Sanders. Harvard University Asia Center, 2002. ISBN 9780674007864
- City between Worlds: My Hong Kong. Cambridge, Mass.: Harvard University Press, 2008. ISBN 9780674027015
- Musings: Reading Hong Kong, China and the World. Hong Kong: Muse Books/East Slope Publishing, 2011. ISBN 9789881500502

## 外部連結
- 中央研究院李歐梵 （页面存档备份，存于）
- 白先勇：《李歐梵與李玉瑩的傾城之戀》 （页面存档备份，存于）
- 李欧梵教授谈卡夫卡在中国 （页面存档备份，存于） 歌德学院（中国）